# Sindromul Treacher-Collins
Sindromul Treacher-Collins, cunoscut și sub denumirea de sindromul Treacher Collins-Franceschetti este o boală
congenitală autozomală dominantă rară caracterizată prin deformări craniofaciale severe, absența pomeților. Sindromul Treacher-Collins apare la 1 la 50000 de nașteri.